# 松江町
松江町（まつえまち）は、東京府南葛飾郡にかつて存在した町。現在の江戸川区の西部に位置していた。江戸川区の地名として現存する。町名の由来は小松川、西一ノ江。

## 沿革
- 1889年（明治22年）5月1日 - 町村制の施行に伴い、以下の3村の各一部が合併して松江村が発足（カッコ内は残部の編入先）。
  - 西一ノ江村の大部分（船堀村）
  - 東小松川村（小松川村、船堀村）
  - 西小松川村（小松川村、船堀村）
- 1914年（大正3年）4月1日 - 荒川放水路設置に伴い、船堀村の放水路以東を編入。
- 1926年（大正15年）4月1日 - 松江村が町制施行して松江町となる。
- 1932年（昭和7年）10月1日 - 南葛飾郡全域が東京市に編入。松江町の区域は瑞江村、葛西村、鹿本村、篠崎村、小岩町、小松川町とともに江戸川区の一部となる。

## 交通

### 鉄道
- 東京都電車（廃線）
  - 一之江線

### 道路
- 千葉街道

## 現在の地名
松島、西小松川町、東小松川、西一之江、中央、松江一丁目、三丁目、五丁目、大杉四丁目、五丁目（いずれも大体の範囲）